# Ella Cara Deloria

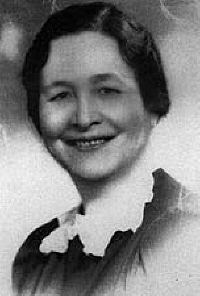
Ella Deloria

 Ella Cara Deloria, Aŋpétu Wašté Wiŋ  (* 31. Januar 1889 in der Yankton Reservation, South Dakota; † 12. Februar 1971 in Tripp, South Dakota) war eine US-amerikanische Anthropologin, Ethnografin, Linguistin und Schriftstellerin. Sie studierte die Sprache und Kultur der Sioux und zeichnete die Geschichte und Legenden der amerikanischen Ureinwohner auf.

## Leben und Werk
Deloria wurde 1889 im Yankton-Indianerreservat in South Dakota als erstes Kind von Mary Bordeaux Deloria und Philip Joseph Deloria geboren, die beide jeweils mehrere Töchter aus früheren Ehen hatten. Ihr Vater war der erste Sioux, der zum Bischofspriester geweiht wurde. Ihre Mutter war die Tochter von einem General der US-Armee Alfred Sully und einer Métis Yankton Sioux. Ihr Großvater väterlicherseits war ein Yankton-Häuptling und einer ihrer Urgroßväter mütterlicherseits war der Künstler Thomas Sully. Deloria wurde im Standing Rock Indianerreservat in Wakpala erzogen und erhielt Unterricht an der St.-Elizabeth’s-Missionsschule ihres Vaters und dann an der All Saints Boarding School in Sioux Falls. Nach ihrem Abschluss besuchte sie mit einem Stipendium das Oberlin College in Ohio und wechselte nach zwei Jahren an das Teachers College der Columbia University in New York. Sie erwarb dort 1915 einen Bachelor of Science. Sie lehrte dann an ihren ehemaligen Schulen und wurde 1923 Lehrerin für Sport und Tanz an der Haskell Indian School, einer Schule des Bureau of Indian Affairs in Lawrence (Kansas).
Während ihres Studiums an der Columbia University lernte sie den aus Minden stammenden Anthropologen Franz Boas kennen und arbeitete mit ihm bis zu seinem Tod 1942. Deloria war „eine herausragende Expertin für D/L/Nakota kulturelle, religiöse und sprachliche Praktiken“. Als sie an der Haskell Indian School arbeitete, beauftragte Boas sie, mit ihm gemeinsam linguistische Forschungen zu der Dakota-Sprache durchzuführen. Deloria beendete 1928 ihre Lehrtätigkeit an der Schule und wurde im folgenden Jahr zur Forschungsspezialistin für Ethnologie und Linguistik am Department of Anthropology der Columbia University ernannt. Für ihre Arbeit besaß sie den Vorteil, zusätzlich zu Englisch und Latein, die Sprache Dakota und die Lakota-Dialekte der Sioux zu beherrschen. Sie arbeitete auch mit den Anthropologinnen Margaret Mead und Ruth Benedict zusammen und zeichnete Sprachmaterialien in allen drei Siouan-Dialekten (Lakota, Dakota und Nakota) auf, übersetzte und kommentierte diese. Sie führte umfangreiche Feldforschungen durch, wobei sie sich sowohl auf sprachliche Texte als auch auf ethnografisches Material konzentrierte. Sie schrieb 1941 zusammen mit Boas eine Dakota-Grammatik. Sie besuchte dafür zahlreiche Dakota-Reservate, wo sie besonders ältere Menschen über indianisches Leben und traditionelle Kultur interviewte. Sie sammelte während dieser Zeit auch Erzählungen und Mythen, die sie 1932 als Dakota Texts veröffentlichte. 1944 veröffentlichte sie mit Speaking on Indians eine Beschreibung der traditionellen Lebensweise der Dakota. Dieses Buch illustrierte ihre Schwester Mary Sully, mit der sie auch die meiste Zeit ihres Lebens zusammenlebte.
Damit sie ihre linguistischen und anthropologischen Forschungen betreiben konnte, erhielt Dakota Forschungsstipendien der American Philosophical Society, der Bollingen Foundation, der National Science Foundation und der Doris-Duke-Stiftung.
Sie leitete von 1955 bis 1958 die St.-Elizabeth-Missionsschule und arbeitete danach in Rapid City für das Sioux Indian Museum. 1961 begann sie ihre Zusammenarbeit mit der University of South Dakota in Vermillion und wurde zur stellvertretenden Direktorin des W. H. Over Museum ernannt. Dort erhielt sie als Mitglied des neuen Instituts für Indianerstudien ein Stipendium der National Science Foundation, welches ihre Arbeit an einem Lakota-Wörterbuch von 1962 bis 1966 unterstützte.
Sie arbeitete weiter an Dakota-Materialien, hielt Vorträge und nahm an Konferenzen teil, bis sie 1970 mehrere Schlaganfälle erlitt und im folgenden Jahr an einer Lungenentzündung starb.
Die  Ergebnisse ihrer Arbeit sind teilweise noch unveröffentlicht und sind in der American Philosophical Society Library in Philadelphia und der Dakota Indian Foundation in Chamberlain in South Dakota archiviert.

## Ehrungen
- 1943 Indian Achievement Award.
- 2010 gründete die Abteilung für Anthropologie der Columbia University zu ihren Ehren das Ella C. Deloria Undergraduate Research Fellowship.
- Der Krater Deloria auf der Venus wurde ihr zu Ehren benannt.

## Veröffentlichen (Auswahl)
- The Sun Dance of the Oglala Sioux. American Folklore Society, 1929.
- Waterlily. Neuauflage, Palisander Verlag, 2020, ISBN 978-3-95784-032-5
- Dakota Texts. Reprint 2006, University of Nebraska Press, ISBN 978-0-8032-6660-5 (Erstauflage 1932).
- Speaking of Indians. Reprint 1998, University of Nebraska Press, ISBN 0-8032-6614-6 (Erstauflage 1944).
- The Dakota Way of Life.  Neuauflage 2007, Mariah Press, ISBN 978-1-893250-12-3.